# George Haines
George Frederick Haines (9 maart 1924 - 1 mei 2006) was een Amerikaans zwemmer en een zwemcoach. Hij deed vanaf 1960 met het zwemteam van de Verenigde Staten mee met zeven Olympische Spelen. Hij was bij drie daarvan hoofdcoach. In 1951 begon hij de Santa Clara Swim Club. Het begon met dertien leden in de oude Santa Clara High School. Na daar 23 jaar coach geweest te zijn stopte hij in 1973. Hij hielp als coach 26 zwemmers de Olympische Spelen te halen, waaronder Mark Spitz, Don Schollander en Claudia Kolb. Hij was de eerste en meest gerespecteerde hoofdcoach van de Santa Clara Swim Club. In 2001 zou George Haines een reünie hebben met de voormalige zwemkampioenen. Die ging niet door omdat Haines een herseninfarct gekregen had. Hij stierf op in 2006 op 82-jarige leeftijd. 
Een bronzen standbeeld van Haines staat nu bij het International Swim Center.